# Större sabeltimalia
Större sabeltimalia (Erythrogenys hypoleucos) är en asiatisk fågel i familjen timalior inom ordningen tättingar.

## Utseende
Större sabeltimalia är som namnet antyder med sin kroppslängd på 28 cm störst bland sabeltimaliorna, men även i hela familjen timalior. Ovansidan är brun, undersidan vit, med grå bröstsidor, flanker och örontäckare. Halssidan är rostfärgad. Näbben är stor och rätt färglös.

## Utbredning och systematik
Större sabeltimalia delas in i fem underarter med följande utbredning:
- Erythrogenys hypoleucos hypoleucos – förekommer från nordöstra Indien (Assam) till Bangladesh och västra Myanmar
- Erythrogenys hypoleucos tickelli – förekommer från södra Kina (södra Yunnan) till södra Myanmar, Thailand och norra Indokina
- Erythrogenys hypoleucos brevirostris – förekommer i södra Indokina
- Erythrogenys hypoleucos wrayi – förekommer på Malackahalvön
- Erythrogenys hypoleucos hainanus – förekommer på Hainan (södra Kina)

### Släktestillhörighet
Fågeln placerades tidigare i släktet Pomatorhinus, men DNA-studier visar att flera arter är närmare släkt med Stachyris, däribland större sabeltimalia. Den och dess släktingar har därför lyfts ut till ett eget släkte.

## Levnadssätt
Större sabeltimalia påträffas i vass, högt gräs och undervegetation i skog. Den lever av insekter och deras larver, små mollusker och små sniglar med skal. Den häckar mellan november och maj.

## Status och hot
Arten har ett stort utbredningsområde och en stor population, men tros minska i antal till följd av habitatförstörelse och fragmentering, dock inte tillräckligt kraftigt för att den ska betraktas som hotad. Internationella naturvårdsunionen IUCN kategoriserar därför arten som livskraftig (LC). Världspopulationen har inte uppskattats men den beskrivs som sällsynt i Bangladesh, rätt ovanlig i Kina och generellt ganska vanlig till vanlig i Sydostasien.